# Chronotropie
Als Chronotropie (von altgriechisch χρόνος chronos „Zeit“ und τρόπος tropos „Wendung, Richtung“) bezeichnet man die Einwirkung auf die Aktionspotentialfrequenz im Sinusknoten und somit auf die Schlagfrequenz des Herzens. Die Schrittmacherfunktion des Sinusknotens beruht auf einer Spontandepolarisation der dortigen Herzmuskelzellen; der verantwortliche Strom If wird von HCN-Kanälen getragen und ist wesentlicher Angriffspunkt der Chronotropie.
Die Eigenfrequenz des Sinusknotens beträgt 60–80/min; das vegetative Nervensystem wirkt darauf über Sympathikus (frequenzsteigernd, positiv chronotrop) und Parasympathikus (frequenzsenkend, negativ chronotrop).

## Positive Chronotropie
Die Bindung von Katecholaminen (Noradrenalin aus lokalen sympathischen Varikositäten sowie Noradrenalin und Adrenalin aus dem Nebennierenmark) an β1-Adrenozeptoren an der Zellmembran der Schrittmacherzellen (insbesondere des Sinusknotens) aktiviert die Signalkaskade:
G-Protein-gekoppelter Rezeptor → aktiviertes Gs → Adenylylcyclase → cAMP.
Das cAMP lagert sich an unspezifische Kationenkanäle aus der Klasse der HCN-Kanäle an und erhöht deren Offenwahrscheinlichkeit. Der dadurch verstärkte Natriumeinwärtsstrom beschleunigt die Spontandepolarisation der Sinusknotenzellen, sodass das Schwellenpotential früher erreicht wird, woraus eine höhere Frequenz resultiert.

### Positiv chronotrope Medikamente
- Orciprenalin
- Adrenalin
- Theophyllin
- Atropin

## Negative Chronotropie
Daneben ist das Herz parasympathisch durch den Nervus vagus innerviert, dessen Endigungen Acetylcholin ausschütten, das an muscarinische Acetylcholin-Rezeptoren vom Subtyp M2 bindet. Daraus ergeben sich zwei negativ chronotrope Mechanismen:
1. Aktivierung eines inhibitorischen G-Proteins, sodass der oben beschriebene positiv chronotrope Signalweg gehemmt wird,
2. Öffnung eines Kaliumkanals, dessen Strom IKach der Depolarisation entgegenwirkt, durch Interaktion mit der βγ-Untereinheit.

### Negativ chronotrope Medikamente
- Betablocker
- Herzglykoside
- gewisse Typen der Calciumantagonisten
- Ivabradin